# Weigelnunatak
Der Weigelnunatak ist ein etwa 20 × 40 Meter großer Nunatak im ostantarktischen Königin-Maud-Land. Im nördlichen Bereich der Kottasberge ragt er zwischen Waglenabben und Laudalkammen ungefähr 10 Meter aus dem Eis.
Am 24. Februar 1997 wurde der Nunatak mit einer Messingmarke als geodätischer Festpunkt vermarkt, nachdem er schon seit 1986 als solcher genutzt worden war.
Der Nunatak wurde im Jahr 2000 nach Ursula Weigel (1961–1998) benannt, die an mehreren Antarktis- und auch Arktis-Expeditionen (aufs grönländische Inlandeis) teilnahm; unter anderem überwinterte sie 1990/91 auf der Georg-von-Neumayer-Station.
Der Deutsche Landesausschuss für das Scientific Committee on Antarctic Research (SCAR) und für das International Arctic Science Committee (ISAC) nahm am 25. September 2000 den Namensvorschlag von Cord Drücker vom Alfred-Wegener-Institut an, nachdem der Ständige Ausschuss für Geographische Namen (StAGN) der deutschsprachigen Staaten ihn am 15. Juni desselben Jahres gebilligt hatte.

## Quelle
- Ständiger Ausschuss für geographische Namen: Neue deutschsprachige Namenvorschläge (sic!), Vorschlag Nr. 711. Abgerufen am 25. Juli 2017